# Женщина идёт впереди
«Женщина идет впереди» (англ. Woman Walks Ahead) — американский фильм в жанре вестерн 2017 года. Режиссёр фильма — Сюзанна Уайт, автор сценария — Стивен Найт. Премьера состоялась 10 сентября 2017.

## Сюжет
Фильм о Кэролайн Уэлдон, художнице из Нью-Йорка, приехавшей в Северную Дакоту, с целью написать портрет вождя индейского племени хункпапа по прозвищу Сидящий Бык. Вначале она предлагает ему за позирование 50, потом 100, потом 500 долларов, но он требует 1000 и она соглашается.
У них завязываются дружеские отношения, но вскоре начинается борьба за права индейцев, которая поставит их дружбу под угрозу. Герои фильма объединяются, чтобы противостоять захватнической политике американского правительства.

## В ролях
- Джессика Честейн — Кэролайн Уэлдон
- Майкл Грейайз — Сидящий Бык
- Сэм Рокуэлл — Полковник Сайлас Гроув
- Киаран Хайндс — Джеймс Маклафлин
- Майкл Нури — Карл Валентайн
- Чэскей Спенсер — Часка
- Билл Кэмп — Генерал Крук
- Рулан Танген — Сюзан Маклафлин
- Рейчел Сингер — ассистентка галантереи
- Луиза Краузе — Лоретта
- Лайл Сэндовал — трекер

## Выпуск
Мировая премьера состоялась на Международном кинофестивале в Торонто 10 сентября 2017 года.

## Прием критиков
На сайте Rotten Tomatoes фильм имеет рейтинг 53 % основанный на 38 отзывах, со средней оценкой 5,8/10.
По мнению Кати Никодемус из Norddeutscher Rundfunk, «пейзаж американского Запада представлен как будто туристическим агентством, а сближение Уэлдон и Сидящего Быка слишком предсказуемо. Угнетение индейцев здесь лишь фон для истории дружбы и женского самопознания».
Сабина Оэльманн из n-tv считает, что «фильм не очень реалистичен, даже если он основан на подлинных фактах. Главная героиня слишком красива, индейский вождь слишком джентльмен, и даже злодей вызывает симпатию».